# For here am i sitting in a tin can far above the world
For here am I sitting in a tin can far above the world ist ein französischer Spielfilm unter der Regie von Gala Hernández López aus dem Jahr 2024. Der Film feierte im Februar 2024 auf der Berlinale seine Weltpremiere in der Sektion Berlinale Forum Expanded.

## Handlung
Im Traum blickt eine Frau in eine unsichere Zukunft: Kryptowährungen befinden sich in einer Krise, Tausende Menschen haben sich einfrieren lassen, um die schlechten Zeiten so zu überstehen. Diesen Schwebezustand zwischen Leben und Tod verknüpft der Film mit Überlegungen zu einer Epoche der Geschichte, in der nichts mehr sicher scheint. Hervorgerufen wird diese Unsicherheit durch disruptive Technologien und die vielfältigen Auswirkungen des Anthropozäns.
Die unsichtbare Erzählerin beschäftigt sich mit den Fantasien, die mit Kryptowährungen verbunden sind, und legt ihre ganz persönlichen Träume und Ängste offen. Sie nimmt das Publikum mit auf eine zugleich historische und futuristische Traumreise, bei der auch der US-amerikanische Extropianist und Cypherpunk Hal Finney auftaucht, der in der Geschichte von Bitcoin eine wichtige Rolle spielte. Seit 2014 ist Finney zudem Kryogenik-Patient. Im Traum der Erzählerin ist Finney maßgeblich für die Erholung der Wirtschaft nach dieser zukünftigen Großen Depression verantwortlich: Er integriert den Teil der Gesellschaft, der sich durch Einfrieren in einen Zustand des Scheintods  hat versetzen lassen. Ob das gelingt?
Der experimentelle Zwei-Kanal-Film untersucht die Verbindungen zwischen den beiden spekulativen Technologien Kryptokultur und Kryogenik, die in der Zukunft einen auszubeutenden Rohstoff sehen. Verbindungen zwischen der Vorhersage und Manipulation von Zukunft, Finanzspekulation und Science-Fiction werden in Form von Collagen aus 3-D-Animationen, Science-Fiction-Elementen und YouTube-Videos gestaltet.
Der Filmtitel ist ein Zitat aus Space Oddity von David Bowie denken. Bowie lässt ihn seine Kunstfigur Major Tom singen, als sie mit dem Raumschiff in das Weltall fliegt und auf die Erde blickt.

## Produktion

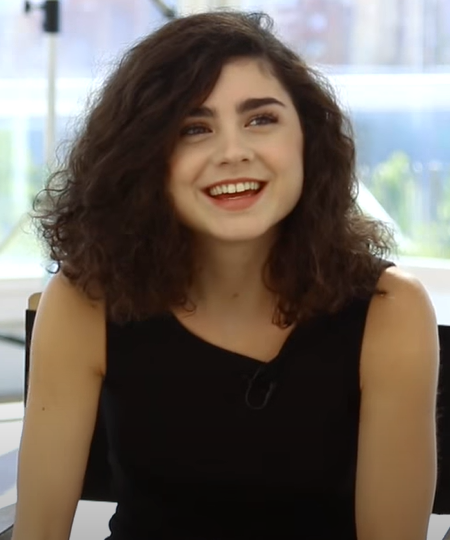
Olivia Delcán (2015)

### Filmstab
Regie führte Gala Hernández López, die 2023 bereits den Kurzfilm La mécanique des fluides herausgebracht hatte.
In wichtigen Rollen sind Olivia Delcán und Joseph Grossi zu sehen.

## Produktion
Produziert haben For here am I sitting in a tin can far above the world Gala Hernández López, Quentin Brayer und Yannick Beauquis. Produktionsfirma war Don Quichotte Films.

### Dreharbeiten und Veröffentlichung
Der Film feierte im Februar 2024 auf der Berlinale seine Weltpremiere in der Sektion Berlinale Generation.

## Auszeichnungen und Nominierungen
- 2024: Internationale Filmfestspiele Berlin